# Bernhard Severin Ingemann
Bernhard Severin Ingemann o más usualmente B. S. Ingemann (Torkilstrup, isla de Falster, 28 de mayo de 1789 - Sorø, isla de Selandia, 24 de febrero de 1862) fue un novelista y poeta danés del romanticismo.

## Biografía
Hijo de un vicario protestante, quedó huérfano en su juventud. Entró a estudiar en la Universidad de Copenhague en 1806 y aún estaba allí cuando publicó su primera colección de poemas en dos volúmenes (1811 y 1812). En esta obra muestra el gran influjo que había ejercido en él el romanticismo alemán. El sentimentalismo enfermizo que emana de los textos refleja realmente su situación física y anímica en este momento. Continuó con un largo poema alegórico, De sorte Riddere ("Los caballeros negros", 1814), que cerró su primer período.
Después publicó seis obras, entre las cuales destaca Reinald Underbarnet ("El milagroso niño Reinald", 1816), aunque la más popular fue Blanca, (1815). En 1817 publicó su primera obra en prosa, De Underjordiske, et Bornholmsk Eventyr ("Los soterrados, una historia de Bornholm"), que fue seguida en 1820 por Eventyr og Fortœllinger ("Narraciones y cuentos milagrosos"), muchos de ellos imitaciones de E. T. A. Hoffmann.
Entre 1818 y 1819 emprendió un viaje al continente por Alemania, Italia y Francia. En Roma, escribió La Liberación de Tasso, y vuelto a Copenhague en 1819, fue nombrado profesor de lengua danesa y literatura (1822) y director (1843–49) de la Academia de Sorø. En julio de 1822 se casó con la pintora Lucie Ingemann.
Su siguiente periodo se caracteriza por el cultivo de la novela histórica a imitación de Walter Scott, en particular de la primera del famoso romántico escocés, Waverley. Ingemann produjo también una serie de novelas históricas que le valió disputarse con Hans Christian Andersen el título de escritor infantil de Dinamarca. Toma sus temas de la historia danesa y la primera y tal vez la mejor es Valdemar Sejr ("Valdemar, el Victorioso", 1826), que fue seguida por Erik Menveds Barndom ("La infancia de Erik Menved", 1828); Kong Erik og de Fredløse ("El rey Erik y los forajidos", 1833); y Prins Otto af Danmark og Hans Samtid (El príncipe Otto de Dinamarca y su tiempo", 1835).
Aunque sus novelas históricas muestran falta de exactitud, el fuerte nacionalismo que las impregna les da un especial interés para el estudioso de la cultura danesa. En realidad, su papel más importante fue el de introducir el género de novela histórica en la literatura danesa. Una última novela artística posterior Landsbybørnene ("El niño campesino", 1852) ahora está casi olvidada.
Como lírico es conocido como el cuarto gran escritor de himnografía sacra danesa (tras Thomas Kingo, Hans Adolph Brorson y Nikolai Frederik Severin Grundtvig). Ingemann se siente menos atado al dogma bíblico y más interesado por transmitir contenidos espirituales y religiosos en general. Un simple ingenuidad corre a través de sus composiciones. Especialmente popular fue su Morgen og Aftensange ("Canciones para mañana y tarde"), una colección de poemas religiosos de gran belleza y espiritualidad, escrita entre 1837 y 1839. Estos himnos fueron musicados por el compositor Christoph Ernst Friedrich Weyse y muchos de ellos han sido clásicos enseñados en las escuelas danesas (por ejemplo, "I Osten stiger Solen op", "En el Oriente el sol sale", etc. y "Fred hviler over Land og By", "La paz resposa sobre la tierra y la ciudad"). También sus villancicos fueron populares, aunque escribió además poemas de contenido histórico y mitológico de la saga heroica Holger Danske ("Ogier el danés", 1837).
Fue un amigo personal de Grundtvig, quien fue de alguna forma su mentor y con quien compartía un interés profundo por la historia medieval danesa. A menudo han sido considerados gemelos casi mentales, a pesar de sus claras diferencias. También Steen Steensen Blicher y Hans Christian Andersen deben mencionarse entre sus amigos.
Ingemann fue muy respetado en sus años de vejez y tras la muerte de Adam Oehlenschläger fue considerado no oficialmente el mejor poeta de Dinamarca. Los críticos resaltan la gracia y delicadeza de Ingemann en vez de su fuerza estilística, tanto en la prosa como en el verso. Murió en Sorø.
Las obras de Ingemann se recogieron en 41 vols. en Copenhague (1843-1865). Su autobiografía fue editada por Galskjbt en 1862; su Epistolario por V. Heise (1879-1881); y sus cartas a Grundtvig por S. Grundtvig (1882).

## Obras
- Digte, 1811-1812
- Procne, 1813
- De sorte Riddere, 1814
- Masaniello, 1815
- Blanca, 1815
- Røsten i Ørkenen, 1815
- Reinald Underbarnet, 1816
- Hyrden af Tolosa, 1816
- Løveridderen, 1816
- De Underjordiske, 1817
- Tassos Befrielse, 1819
- Eventyr og Fortællinger, 1820
- Reiselyren, 1820
- Magnetismen i Barbeerstuen, 1821
- Kampen for Valhal, 1821
- Morgenpsalmer til Brug for Eleverne i Sorøe Academies Skole, 1823
- Tale paa Hs. Majestæt Kongens Fødselsdag, 1824
- Grundtræk til En Nord-Slavisk og Vendisk Gudelære, ensayos 1824
- Waldemar den Store og hans Mænd, 1824
- Høimesse-Psalmer til Kirkeaarets Helligdage, 1825
- Valdemar Seier, 1826
- Noveller, 1827
- Erik Menveds Barndom, 1828
- Huldre-Gaverne eller Ole Navnløses Levnets-Eventyr, 1831
- Nogle Oplysninger om Huldregaverne, 1831
- Opstanden i Litteraturstaden, 1831
- Smaadigte og Reiseminder, 1832
- Blade af Jerusalems Skomagers Lommebog, 1833
- Kong Erik og de Fredløse, 1833
- Prinds Otto af Danmark og hans Samtid, 1835
- Varulven, Den levende Døde, Corsicaneren, 1835
- Dronning Margrete, 1836
- Holger Danske, 1837
- Morgensange for Børn, 1837
- Syv Aftensange, 1838
- Morgen- og Aftensange (samlet udgave af de to foregående), 1839
- Renegaten, 1838
- Salomons Ring (eventyrdigt), heri "Salomons Ungdomskjærlighed eller Sulamiths og Salomons Sange" (digtcyklus), 1839
- Stjernebilledernes Symbolik, 1840
- Skyhimlen eller Den Luke-Howardske Skyformationslære, betragtet som Billedform for Naturpoesien, 1840
- Folkedands-Viser og Blandede Digte, 1842
- Kunnuk og Naja eller Grønlænderne, 1842
- Ridderløftet, 1843
- Det øde Slot, 1845
- Nye Eventyr og Fortællinger, 1847
- Tale og Sange.. til høisalig kong Christian den Ottendes Minde, 1848
- De fire Rubiner, 1849
- Fire nye Fortællinger, 1850
- Den stumme Frøken, 1850
- Landsbybørnene novela, 1852
- Confirmations-Gave, Følgeblade til Luthers lille Catechismus, 1854
- Tankebreve fra en Afdød, 1855
- Guldæblet, 1856
- Levnetsbog, autobiografía, 1862